# Dillsburg
Dillsburg è un comune (borough) degli Stati Uniti d'America, situato nello stato della Pennsylvania, nella contea di York.
Qua è nato il musicista Chris Kilmore.